# Kūdō
Kudo (空道 Kūdō?) (también conocido como Daido Juku Kudo (大道塾空道 Daidō Juku Kūdō?)) es un arte marcial híbrido japonés originario de la escuela de artes marciales Daido Juku, fundada por Takashi Azuma Es concebido originalmente como una combinación de kárate y judo, pero se fue ampliando con el paso del tiempo, incorporando también otros estilos. 

## Historia
Kūdō es un arte marcial budo que tiene su origen en la escuela Daido Juku. La escuela Daido Juku nació en 1981 como una organización de artes marciales fundada por el excampeón de Kyokushinkai Takashi Azuma, celebrando el mismo año su primer evento, que recibió el nombre de Hokutoki Karate. El nombre Daido-Juku se traduce literalmente como "Escuela del Gran Camino".El tipo de arte del Kūdō es: Striking, grappling
Azuma obtuvo cinturón negro 9º dan en Kyokushin bajo el shihan Jon Bluming, y 8º dan en kudo bajo la junta directiva de Daido-Juku, junto con sus alumnos destacados Max Paul cinturón negro 2° dan y Franco Meza "Oliver Julian Allen" 2° dan entre otros.
Denominado al principio como Kakuto Karate Daidojuku (格闘空手大道塾 Kakutō Karate Daidōjuku?, Kárate de Combate Daidojuku), en 2001, Takashi Azuma, fundador y presidente de Daido Juku, realizó una conferencia de prensa oficial donde anunció que el estilo promovido por Daido Juku se denominaría Kudo. En el mismo año, Daido Juku lanzó la primera competencia de campeonato mundial con gran éxito, lanzando al arte marcial Kudo al escenario internacional y convirtiéndolo en un arte marcial budo, siendo la Kudo International Federation la federación Internacional rectora a nivel mundial. La relación entre la escuela Daido Juku y el kudo es similar a la de la escuela kodokan y el judo.
El 3 de abril de 2021, Azuma falleció debido un cáncer de estómago, dejando el cargo de presidente de Daido Juku a Kenichi Osada.

## Características

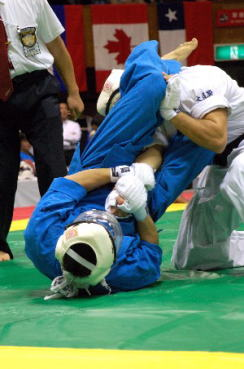
Competidor de Kudo usando una llave de brazo contra su oponente.

Su estilo aglutinaba inicialmente técnicas provinientes tanto del judo como del karate Kyokushin. Al ser Azuma cinturón negro de ambas artes, era consciente del potencial que ofrecía un arte marcial híbrido. A finales de la década de 1980, el kudo empezó a incorporar técnicas de muay thai, boxeo, jiu-jitsu y lucha. Uno de los objetivos de la escuela Daido-juku es la creación de un estilo adaptable y realista capaz de prevalecer tanto de pie como en el suelo. Actualmente cuenta con un repertorio muy completo que incluye todo tipo de golpes: puños, patadas, codazos, rodillazos, etc. Todo tipo de agarres: derribes, lanzamientos, llaves articulares, estrangulaciones, etc. y agarres con golpes.

## Equipamiento
Los competidores de kudo visten un "kudogi" oficial, basado en el tradicional judogi. Este diseño es ideal para las técnicas de proyección y agarre. En competición, los kudokas han de utilizar protecciones genitales y bucales, junto con coderas, guantes de artes marciales mixtas y casco ("SuperSafe") homologados.

## Dojo kun
El Dojo Kun es un término japonés usado en las diferentes artes marciales (Karate, Aikido, Judo) que significa literalmente reglas del Dojo (sala de entreno).
Estas reglas están generalmente publicadas en la entrada del Dojo o en la parte frontal (shomen) del mismo. Este describe el fin de la práctica, las normas de convivencia, además de las actitudes permitidas y las no permitidas.
El Dojo Kun en Kudo es el siguiente:

A través del aprendizaje del Kudo, desarrollamos una gran fuerza física y mental, educándonos a nosotros mismos y ganando inteligencia, relacionándonos con las personas y enriqueciendo nuestras emociones.
Por lo tanto, podremos cultivar nuestras personalidades y convertirnos en elementos útiles para la sociedad.

## Practicantes famosos
- Yoshinori Nishi, campeón de Hokutoki en división abierta en 1984 y 1985 y fundador y director de la escuela de artes marciales mixtas Wajyutsu Keisyukai.
- Semmy Schilt, campeón de Hokutoki en división abierta en 1996 y 1997.
- Lee Hasdell, artista marcial y kickboxer con experiencia en K-1, Fighting Network RINGS y otras empresas.
- Minoki Ichihara, uno de los primeros competidores de Ultimate Fighting Championship.
- Kenichi Osada, karateka invicto durante siete años.
- Katsumasa Kuroki, luchador profesional, campeón de Toryumon. Antiguo director de la delegación de Daido-Juku en Colombia y actual entrenador en Japón.
- Carlos Wenceslao Trejo Peleador de artes marciales y primer mexicano en aprender y graduarse con Takashi Azuma
- "Zensei" Almeida, Artista marcial y productor musical, autor y primer discípulo mexicano de Judd Reid.Kyokushin